# Predrag Bandić
Predrag Bandić, cyr. Предраг Бандић (ur. 24 lipca 1968 w Belgradzie) – serbski wojskowy i polityk, generał brygady.

## Życiorys
Zawodowy wojskowy, kształcił się w akademii sił powietrznych (1987–1991) i szkole sztabu generalnego (1998–1999). W latach 2008–2009 studiował w National War College na National Defense University. W trakcie służby doszedł do stanowiska generała brygady. Służył w siłach powietrznych, zaczynając jako pilot i instruktor pilotażu. Był następnie dowódcą dywizjonu, a także dowódcą brygad lotniczych. Kierował departamentami wsparcia powietrznego i operacyjnym w dowództwie serbskich sił powietrznych. W latach 2017–2021 zajmował stanowisko przedstawiciela wojskowego Serbii przy NATO i Unii Europejskiej w Brukseli. Później został pełniącym funkcję zastępcy ministra obrony.
W 2023 wstąpił do Serbskiej Partii Postępowej. Przed wyborami parlamentarnymi w tym samym roku otrzymał wysokie miejsce na liście koalicji skupionej wokół SNS; w wyniku głosowania uzyskał mandat posła do Zgromadzenia Narodowego Republiki Serbii. Zrezygnował z niego jednak w 2024 wkrótce po rozpoczęciu kadencji parlamentu.